# Jean Badovici
Jean Badovici (* 1893; † 1956) war ein rumänischstämmiger französischer Architekt und Architekturkritiker.

## Leben und Werk
Jean Badovici absolvierte sein Architekturstudium in Paris nach dem Ersten Weltkrieg. Dort lebte er auch weiterhin und gab ab 1923 die bedeutende französische Zeitschrift für Avantgarde-Architektur L’Architecture Vivante heraus. Er entwarf zwei Wohnhäuser für den eigenen Bedarf: in Vézelay (1924) und in Paris nahe der Pont de Sèvres (1934). In Roquebrune-Cap-Martin an der Französischen Riviera unterstützte er seine damalige Lebensgefährtin Eileen Gray bei der Realisierung  eines bedeutenden Wohnhausentwurfs der Internationalen Moderne, des E.1027 (1926–1929).
Nach dem Zweiten Weltkrieg arbeitete er im Bâtiments civils et palais nationaux et des monuments historiques. Diese Behörde leitete den Wiederaufbau in Frankreich nach den Kriegszerstörungen des Zweiten Weltkrieges. Er war dort Assistent des Chefarchitekten Robert Édouard Camelot (1903–1992).

## L’Architecture Vivante
Jean Badovici ist weniger bekannt als ausführender Architekt. Sein Ruf begründet sich auf seine Tätigkeit als Herausgeber und architekturkritischer Autor des Periodikums L’Architecture Vivante.
1923 überzeugte er den Verleger Albert Morancé  ein neues Magazin, L’Architecture Vivante genannt, zu publizieren. Insgesamt wurden über das folgende Jahrzehnt 21 Ausgaben realisiert. L’Architecture Vivante wurde schnell zu einem einflussreichen Sprachrohr der internationalen Avantgardearchitektur (Bauhaus, Konstruktivismus, de Stijl, Le Corbusier). Le Corbusier zum Beispiel nahm durch die Bekanntschaft mit Badovici Einfluss auf den Inhalt, nachdem die Zeitschrift L’Esprit Nouveau seines Freundes Amédée Ozenfant sein Erscheinen eingestellt hatte. Zu dem niederländischen Magazin Wendingen unterhielt Jean Badovici ebenso Beziehungen wie zu den Cahiers d’Art (ab 1926) seines Freundes Christian Zervos. Ediert wurden neben den normalen Ausgaben auch Hefte, die nur einem Architekten gewidmet waren, so Le Corbusier, Pierre Jeanneret und im späten Jahr 1929 Eileen Gray und ihrem Haus E-1027.

## ReeditionenL’Architecture Vivante
Die Ausgabe zu Eileen Grays E.1027 ist als Reedition erschienen:
- Eileen Gray, Jean Badovici: E. 1027: Maison en bord de mer. In L’Architecture Vivante. Reedition Éd. Imbernon, Marseille 2006, ISBN 2-9516396-5-1.

Die Gesamtausgabe ist ebenfalls als Reedition erschienen:
- Jean Badovici: L’Architecture Vivante. Da Capo Press, New York 1975.

## BibliothekspräsenzL’Architecture Vivante
Das Periodikum L' Architecture Vivante ist in verschiedenen Bibliotheken im Bestand, wenn auch jeweils oft nur in einzelnen Ausgaben. ZDB-ID 243520-2, hier Besitznachweise.